# Денисов, Иван Павлович
Иван Павлович Денисов (05.04.1903, Рига — 07.06.1976, Москва) — инженер-гидротехник, строитель, лауреат Ленинской премии за строительство Братской ГЭС.

## Биография
После окончания института работал инженером на строительстве гидроэлектростанций, в том числе в Средней Азии.
С 1936 года преподаватель, старший преподаватель, доцент МИСИ.
В 1944 г. по ложному доносу был арестован и осужден на 10 лет ИТЛ, отбывал срок в Мордовских лагерях, работал главным инженером на лесопильном заводе.
В 1955 году направлен на строительство Братской ГЭС. В 1956 г. реабилитирован. В течение 15 лет руководил техническим отделом УС «Братскгэсстрой».
С 1971 года зав. кафедрой «Промышленное и гражданское строительство» Братского филиала Иркутского политехнического института.

## Награды и звания
Кандидат технических наук, профессор. Заслуженный строитель РСФСР.
Лауреат Ленинской премии 1968 года.